# Toys in the Attic
Toys In The Attic er Aerosmiths 3. album, og blev bandets helt store gennembrud. Det har alene i USA solgt 8 millioner eksemplarer. Det blev indspillet på det berømte The Record Plant i New York, og kom på gaden i april 1975. Det indeholder klassikerne Walk This Way, Sweet Emotion og Toys in the attic. Walk This Way blev bandets første top 10 hit. Albummet nåede #11 på Billboard 200. Albummet blev i 2003 rangeret, som nummer 238 i Rolling Stone's – 500 greatest albums of all time. Det siges, at da Steven Tyler ankom til studiet for at indspille vokaler, havde han bl.a. glemt teksten til Walk This Way i taxaen. Tyler skrev, det han kunne huske, ned på en væg og fandt på resten hen af vejen. Tid var penge, og Aerosmiths pladeselskab havde kun lejet studiet i en time. Albummet sælger den dag i dag fortsat verden over. 

## Trackliste
- 1. "Toys In The Attic"
- 2. "Uncle Salty"
- 3. "Adam's Apple"
- 4. "Walk This Way"
- 5. "Big Ten Inch Record"
- 6. "Sweet Emotion"
- 7. "No More No More"
- 8. "Round And Round"
- 9. "You See Me Crying"